# Paleomagnetizam
Paleomagnetizam ili remanentni magnetizam je prirodni zaostali (remanentni) magnetizam sačuvan u stijenama, u mineralima koji sadrže željezo, nastalima u geološkoj prošlosti tijekom hlađenja i kristalizacije iz lave ili tijekom prekristalizacije (metamorfne stijene), pri čem je njihov magnetski dipol ostao usmjeren prema ondašnjemu magnetskom polu Zemlje. Kako se magnetski pol Zemlje tijekom geoloških razdoblja pomicao, iz poznate starosti stijena može se to pomicanje rekonstruirati mjerenjem paleomagnetizma osjetljivim magnetometrima. Kada se odredi ovisnost položaja Zemljina magnetskog pola o vremenskom razdoblju, moguć je i obrnut postupak, to jest određivanje vremena nastanka zaostalog magnetizma tla vezanoga više ili manje uz lokalne pojave, jer se on pojavljuje na primjer na mjestima udara munja pa i u pečenoj ilovači na mjestima nekadašnjih ognjišta, što se katkad koristi za datiranja u arheologiji.
Paleomagnetičari proučavaju nekadašnje magnetsko polje mjerenjem orijentacije magnetskih minerala u stijenama, stečene u vrijeme njihovog nastanka (remanentna magnetizacija), a zatim rabe metode, slične geomagnetizmu, da odrede kakva bi konfiguracija magnetskog polja Zemlje formirala proučavanu orijentaciju.

## Polja proučavanja u paleomagnetizmu
Paleomagnetska proučavanja dijele se u nekoliko grana, ovisno od razmjere proučavanja:
- Sekularne varijacije - izučavaju se promene u pravcu i intenzitetu magnetskog polja Zemlje, sitnih razmjera. Sjeverni magnetski pol se konstantno relativno kreće u odnosu na os rotacije Zemlje. Magnetizacija je vektor, pa se i magnetsko polje može odrediti na osnovu mjerenja paleopravaca magnetske deklinacije i inklinacije, kao i paleointenziteta polja.
- Magnetostratigrafija reverzija - proučava periodične reverzije polarizacije magnetskog polja Zemlje. Reverzije se ponavljaju u nepravilnim vremenskim intervalima tijekom geološke povijesti. Trajanje i karakteristike ovih reverzija određuju se na osnovu proučavanja zona širenja Zemljine kore i datiranja vulkanskih stijena.

## Načela remanentne magnetizacije
Paleomagnetska proučavanja su moguća jer minerali bogati željezom, kao što je magnetit, mogu "zapamtiti" nekadašnje pravce Zemljinog magnetskog polja. Paleomagnetska svojstva se u stijenama mogu sačuvati na tri načina: termoremanentnom magnetizacijom, kemijskom remanentnom magnetizacijom i izotermalnom remanentnom magnetizacijom.
Magnetostratigrafija se često rabi za određivanje starosti nalazišta fosila.

## Vanjske poveznice
|  | Zajednički poslužitelj ima još gradiva o temi Paleomagnetizam |